# Wushu na Universíada de Verão de 2021
O wushu na Universíada de Verão de 2021 foi disputado no ginásio de Chengbei (Chengbei Gymnasium), em Chengdu, na China, entre 29 de julho e 3 de agosto de 2023.

## Calendário
| Wushu     | Julho | Julho | Julho | Julho | Julho | Agosto | Agosto | Agosto | Agosto | Agosto | Agosto | Agosto | Agosto | Eventos |
| Wushu     | 27    | 28    | 29    | 30    | 31    | 1      | 2      | 3      | 4      | 5      | 6      | 7      | 8      | Eventos |
| --------- | ----- | ----- | ----- | ----- | ----- | ------ | ------ | ------ | ------ | ------ | ------ | ------ | ------ | ------- |
| Masculino |       |       | 3     | 4     |       |        |        | 4      |        |        |        |        |        | 11      |
| Feminino  |       |       | 3     | 4     |       |        |        | 2      |        |        |        |        |        | 9       |
| Total     |       |       | 6     | 8     |       |        |        | 6      |        |        |        |        |        | 20      |

|  | Dia de competição |  | Dia de final |

## Medalhistas

### Masculino
| Evento            | Ouro  | Prata | Bronze |       |       |       |
| Taolu             | Taolu | Taolu | Taolu  | Taolu | Taolu | Taolu |
| ----------------- | ----- | ----- | ------ | ----- | ----- | ----- |
| Changquan         |       |       |        |       |       |       |
| Daoshu / Jianshu  |       |       |        |       |       |       |
| Gunshu / Qiangshu |       |       |        |       |       |       |
| Nanquan           |       |       |        |       |       |       |
| Nangun / Nandao   |       |       |        |       |       |       |
| Taijiquan         |       |       |        |       |       |       |
| Taijijian         |       |       |        |       |       |       |
| Sanda             |       |       |        |       |       |       |
| 52kg              |       |       |        |       |       |       |
| 60kg              |       |       |        |       |       |       |
| 70kg              |       |       |        |       |       |       |
| 80kg              |       |       |        |       |       |       |

### Feminino
| Evento            | Ouro  | Prata | Bronze |       |       |       |
| Taolu             | Taolu | Taolu | Taolu  | Taolu | Taolu | Taolu |
| ----------------- | ----- | ----- | ------ | ----- | ----- | ----- |
| Changquan         |       |       |        |       |       |       |
| Daoshu / Jianshu  |       |       |        |       |       |       |
| Gunshu / Qiangshu |       |       |        |       |       |       |
| Nanquan           |       |       |        |       |       |       |
| Nangun / Nandao   |       |       |        |       |       |       |
| Taijiquan         |       |       |        |       |       |       |
| Taijijian         |       |       |        |       |       |       |
| Sanda             |       |       |        |       |       |       |
| 52kg              |       |       |        |       |       |       |
| 60kg              |       |       |        |       |       |       |